# Campbon

Localització de Campbon

Campbon (en bretó Kambon) és un municipi francès, situat a la regió de país del Loira, al departament de Loira Atlàntic, que històricament va formar part de la Bretanya. L'any 2006 tenia 3.379 habitants. Limita amb La Chapelle-Launay, Savenay, Bouvron, Quilly, Sainte-Anne-sur-Brivet, Pontchâteau i Prinquiau.

## Demografia
| 1962                                       | 1968  | 1975  | 1982  | 1990  | 1999  |
| ------------------------------------------ | ----- | ----- | ----- | ----- | ----- |
| 2.488                                      | 2.569 | 2.666 | 2.747 | 2.918 | 2.897 |
| Des de 1962: població sense dobles comptes |       |       |       |       |       |

## Administració
| Període   | Identitat               | Partit |
| --------- | ----------------------- | ------ |
| 2001-2008 | François Allain         |        |
| 2008-     | Jean-Pierre Maisonneuve |        |

## Personatges il·lustres
- Jean Rouaud (1952-) escriptor, Premi Goncourt de 1990.